# Absolutiv
Absolutiv är ett kasus i vissa språk, bland annat baskiska, grönländska och nahuatl. Det är objektets kasus vid transitiva verb och subjektets kasus vid intransitiva verb. Subjektet vid transitiva verb brukar då ha kasusformen ergativ. Språk med absolutiv och ergativ saknar nominativ och ackusativ. Absolutiv är oftast omarkerat.. 